# Elba

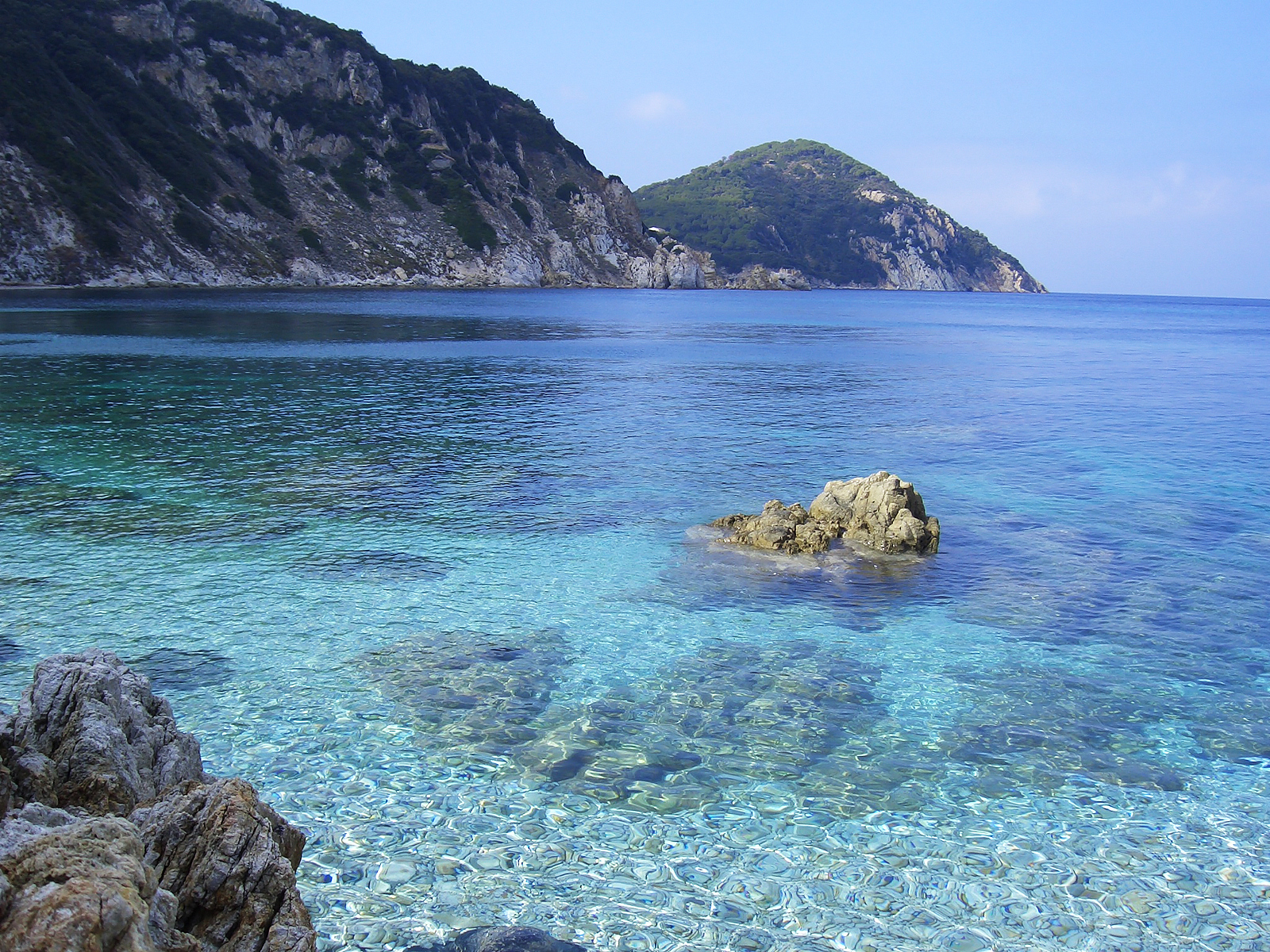
Halbinsel Enfola an der Nordküste

Elba ist eine Insel im Mittelmeer und gehört zum Toskanischen Archipel der Region Toskana in Italien (Provinz Livorno). Sie ist knapp zehn Kilometer westlich der Italienischen Halbinsel vorgelagert.
Heute leben im Winter auf der Insel etwa 32.000 Personen in sieben Gemeinden: Portoferraio (Hauptstadt der Insel, mit der Insel Montecristo), Campo nell’Elba (mit Pianosa), Capoliveri, Marciana, Marciana Marina, Porto Azzurro und Rio.

## Geographie

### Lage
Elba liegt zwischen der Westküste der Toskana in Italien und der Insel Korsika im Tyrrhenischen Meer und somit im westlichen Mittelmeer. Elba ist bei einer Küstenlänge von 147 km und einer Oberfläche von 224 km² die drittgrößte Insel Italiens (nach Sizilien und Sardinien). 
Die maximale Länge der Insel in Ost-West-Richtung beträgt circa 27 km, während die maximale Entfernung zwischen Nord- und Südküste circa 18 km beträgt. 

### Landschaftsbild
Die Landschaft ist durch die Meeresküste und Hügel- bzw. Bergerhebungen geprägt. Ihr höchster Punkt ist mit 1019 m der Monte Capanne im Westen der Insel. Im Nordosten bilden Monte Castello (390 m), Cima del Monte (516 m), Monte Capannello (496 m) bis hin zu Monte Serra (422 m) eine kleine Nord-Süd-Bergkette. In der Mitte der Insel befindet sich eine relativ flache Ebene Campo nell'Elba. Im Südosten liegt Monte Calamita (413 m), der wegen der Eisenerzvorkommen auch als „Magnetberg“ bezeichnet wird. Hier finden sich die Reste eines stillgelegten Erzbergwerks. 
Die Vegetation ist mittelmeertypisch, wie Weinanbau und andere landwirtschaftliche Nutzung, mit einem deutlichen Waldbestand und Macchia.

### Klima
Auf Elba herrscht ein mildes Klima. Die durchschnittliche Jahrestemperatur der Luft beträgt 15,7 °C, die Höchstwerte mit 30 °C werden im August erreicht, die niedrigsten Durchschnittstemperaturen mit 7 °C im Januar. Die durchschnittliche Wassertemperatur beträgt 18,6 °C. Es gibt statistisch etwa 170 Sonnentage im Jahr. Der meiste Niederschlag fällt in den Wintermonaten.

## Geschichte

### Antike
Das älteste mit Namen bekannte Volk, das auf der Insel Elba lebte, waren die Ilvaten, ein Stamm ligurischer Herkunft. Ab etwa 750 v. Chr. stand Elba unter zunehmendem Einfluss der Etrusker, die an den umfangreichen Eisenerzvorkommen interessiert waren und mit deren Abbau begannen. Um 453 v. Chr. besetzten vorübergehend Griechen von Syrakus Elba; sie nannten die Insel Aithalia („die Rußige“).
246 v. Chr. eroberten die Römer die Insel, die nun während rund 800 Jahren zum Römischen Reich beziehungsweise dessen Nachfolgereichen (ab 476 n. Chr. Reich des Odoaker, ab 493 ostgotisches Reich, ab 535 Byzantinisches Reich) gehörte. Die Römer nannten die Insel Ilva.
Elba gehörte zu dem im 5. Jahrhundert errichteten Bistum Populonia, dessen Sitz Anfang des 9. Jahrhunderts nach Massa Marittima verlegt wurde. Elba ist heute noch Teil dieser Diözese.

### Mittelalter
Ende des 6. Jahrhunderts gelangten die Langobarden nach Elba. Von deren Präsenz zeugen Ortsnamen langobardischer Herkunft. Möglicherweise war Elba oder eher das Bistum Populonia insgesamt Gegenstand der Pippinischen Schenkung. Auf der Grundlage dieses Schenkungsversprechens des fränkischen Königs Pippin übertrug Karl der Große dem Papst bis 787 bestimmte Teile des 774 eroberten Langobardenreichs. Festzustellen bleibt allerdings, dass weder der Papst noch die Markgrafen in der Lage waren, die ab Anfang des 9. Jahrhunderts einsetzenden Sarazeneneinfälle von der Insel abzuwehren.
1015 beauftragte der Papst die aufstrebende Seemacht Pisa, Elba vor den Angriffen der Sarazenen zu schützen. Die Pisaner errichteten in der Folge viele noch heute vorhandene Befestigungsanlagen und Wachttürme; zudem erbauten sie verschiedene Kirchen im Stil der Pisaner Romanik. Im 13. Jahrhundert wurde Elba wiederholt von Genua angegriffen, der größten Rivalin Pisas.
1399 verkaufte der damalige Herrscher Pisas Gherardo Appiano den pisanischen Staat an den Herzog von Mailand Gian Galeazzo Visconti, hielt dabei aber Piombino, die Insel Elba und andere, kleinere Gebiete für sich zurück. In Piombino errichtete er daraufhin eine eigenständige Signorie. Dieser wurde 1442 im Einvernehmen mit Siena die Insel Elba zugeordnet, so dass diese in der Folge zur Signorie Piombino gehörte.

### Neuzeit

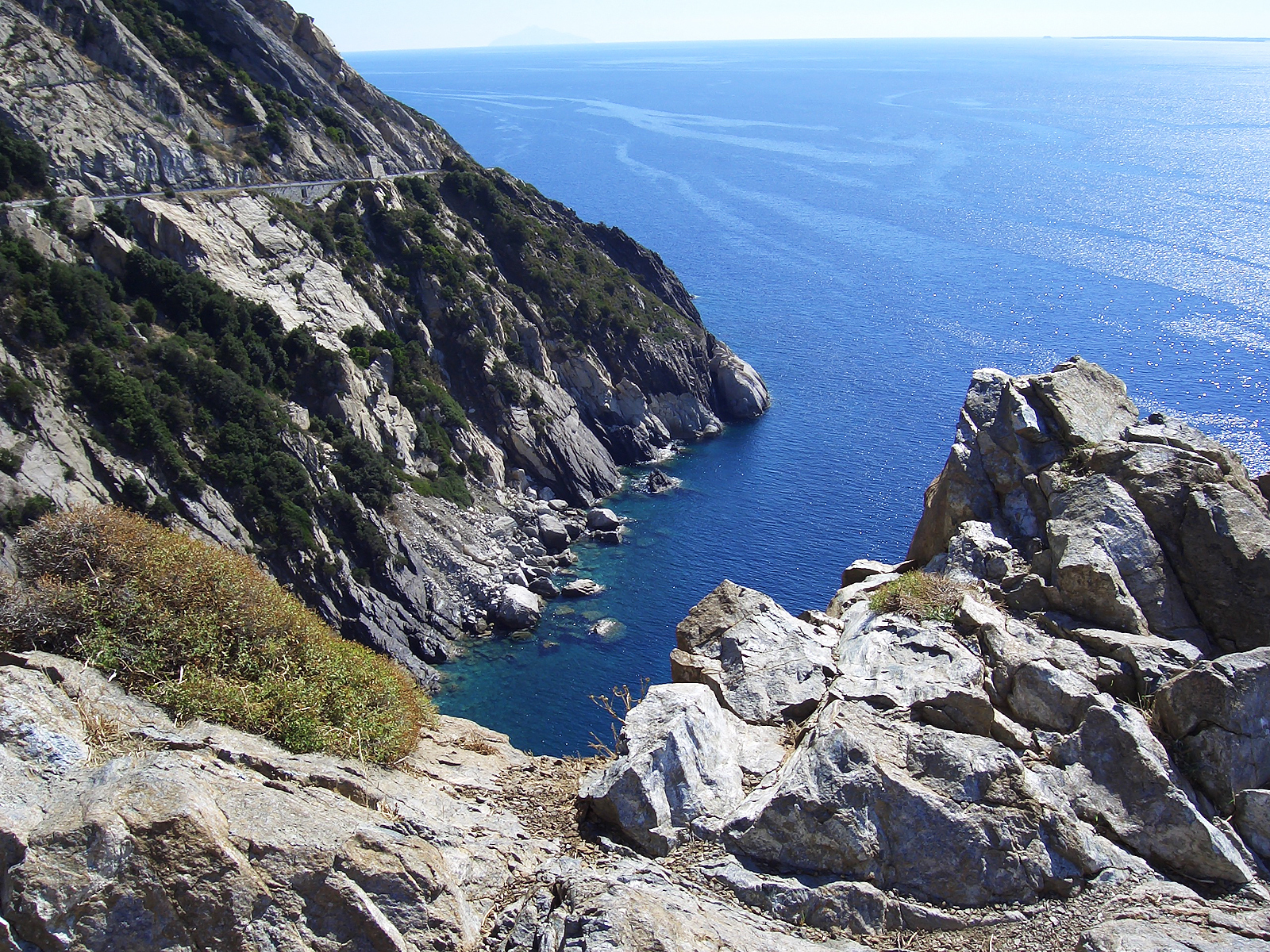
Westküste von Elba

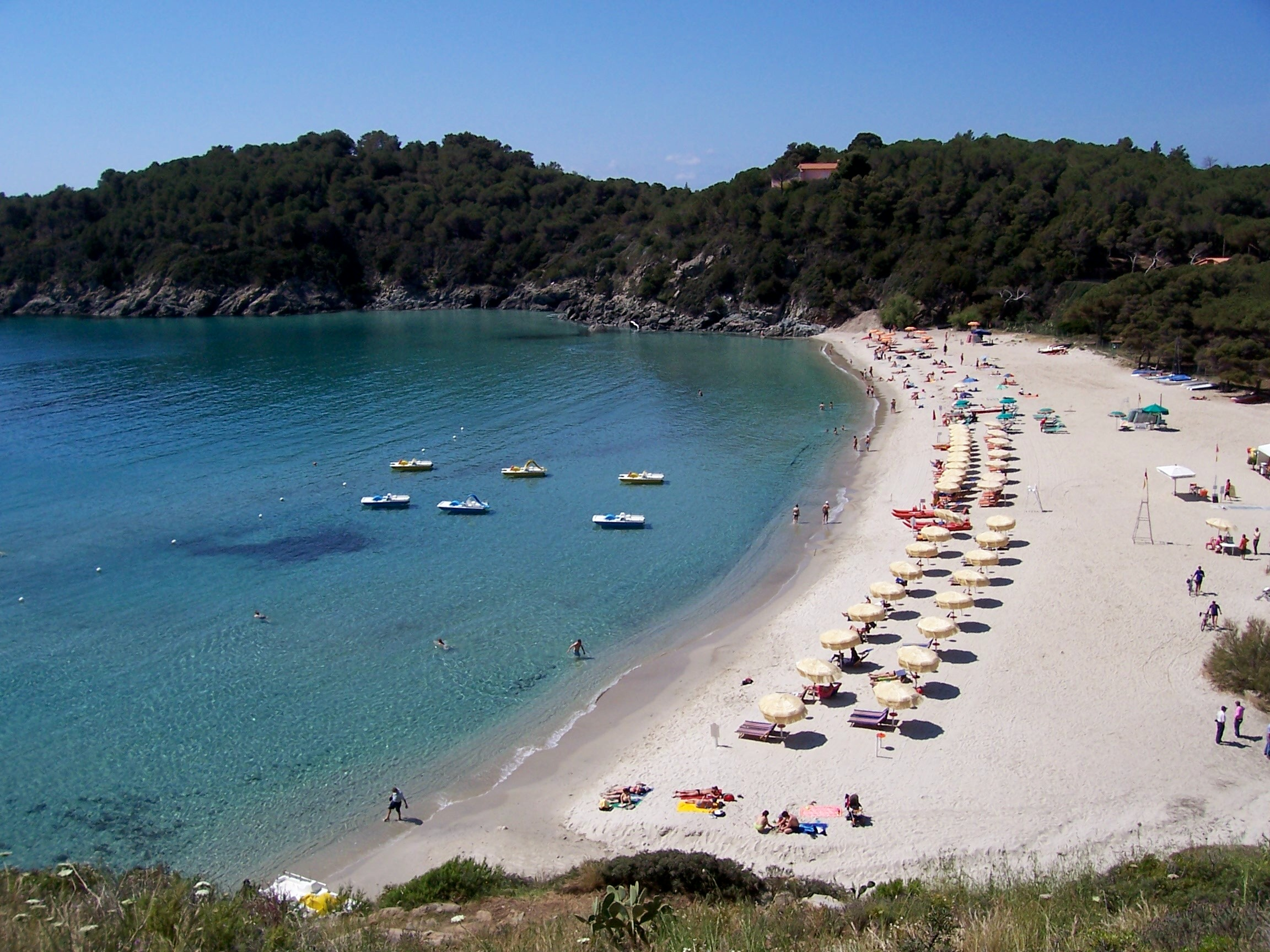
Bucht von Fetovaia auf der südwestlichen Seite der Insel

1593 wurde Piombino zum Fürstentum erhoben, das 1635 nach dem Aussterben der Appiano erbweise an die Ludovisi und später durch Heirat an die Boncompagni gelangte. Einen besonderen Weg gingen Portoferraio, das ab 1548 zum Herzogtum Toskana gehörte, sowie Porto Longone (das heutige Porto Azzurro), das 1596 von Philipp III. von Spanien eingenommen wurde und danach zum Stato dei Presidi gehörte.
Die Insel Elba war im Zusammenhang mit den Revolutionskriegen vorübergehend von Großbritannien besetzt und wurde 1802 im Frieden von Amiens Frankreich zugesprochen. Im Vertrag von Fontainebleau vom 11. April 1814 wurde die Insel als souveränes Fürstentum Napoleon übertragen, der am selben Tag als Kaiser der Franzosen abdankte. Napoleon landete auf Elba am 4. Mai 1814 und nahm hier als Herrscher über rund 10.000 Einwohner umfangreiche Reformen in Angriff. Bereits am 26. Februar 1815 floh er aber wieder von seinem Exil auf der Insel Elba und kehrte nach Frankreich zurück. Im Wiener Kongress wurde Elba dem Großherzogtum Toskana zugeschlagen und gelangte mit diesem 1860 an das vereinte Königreich Italien.
Im Zweiten Weltkrieg besetzte die Wehrmacht Elba, nachdem sich die königlich-italienischen Truppen auf der Insel nach einem Bombenangriff am 16. September 1943 ergeben hatten. Im Rahmen des Italienfeldzugs führte die 1. Französische Armee mit britischer Unterstützung am 16./17. Juni 1944 unter dem Codenamen Operation Brassard die Invasion von Elba aus und befreite die Insel.
Ab den 1960er Jahren begann sich auf Elba der Tourismus zu entwickeln, während 1982 der Eisenerzabbau beendet wurde. 1996 wurde der Nationalpark Toskanischer Archipel gegründet, der auch Teile Elbas umfasst. Der Park dient der Sicherstellung einer nachhaltigen Entwicklung von Meeres- und Landgebieten des Toskanischen Archipels.

## Verkehr
Elba ist mit der Autofähre von Piombino aus zu erreichen. Es bestehen von dort aus Fährverbindungen zu den Häfen Portoferraio, Cavo und Rio Marina (Gemeinde Rio). Eine schnelle Fähre benötigt von Piombino nach Portoferraio etwa 30 Minuten. In der Gemeinde Campo nell’Elba befindet sich der Flugplatz Marina di Campo.

## Sehenswürdigkeiten
- Rundgrab – Piane alla Sughera

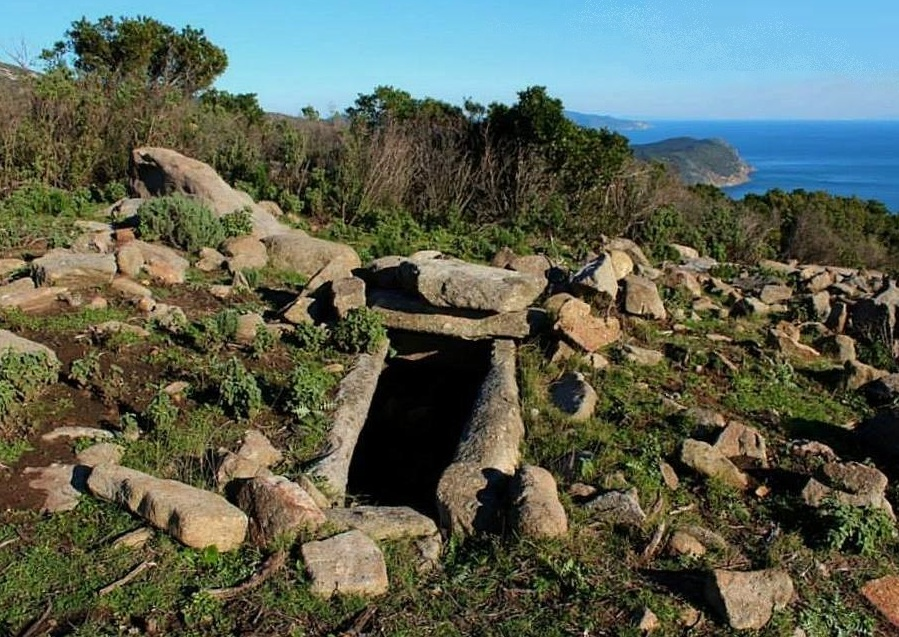
Rundgrab – Piane alla Sughera

- Napoleons Sommerresidenz, die Villa San Martino
- Sassi Ritti, Menhire
- Monte Capanne